# 陈剑锋 (1980年)
陈剑锋（1980年2月—），湖北省通山县人，汉族，中国共产党党员，通山县政协委员，北京博康艾馨科技集团有限公司董事长兼法人、云南江城德康医院董事长、北京市平谷区镇罗营镇敬老院院长。因博康艾馨涉嫌非法吸收公众存款，2022年6月30日，经北京市大兴区人民检察院批准，北京市公安局大兴分局依法对其法人陈剑锋执行逮捕。

## 经历
2011年，陈剑锋进入养老行业，创办北京博康艾馨科技集团有限公司，担任该公司董事长。2015年12月，他被委任为北京市平谷区镇罗营镇养老院名誉院长。2016年4月，湖北博康房地产开发有限公司成立，陈剑锋出任该公司董事长。
2020年6月，陈剑锋与慈口乡人民政府签订协议，投资通山县慈口乡乌岩矿泉水项目，该项目总投资2亿元。同月，他与通山县燕厦乡政府签订3000万元的三级客运站项目。

## 争议
2022年6月10日晚，北京市公安局大兴分局发布情况通报称，北京博康艾馨科技集团有限公司涉嫌非法吸收公众存款，警方已对此立案侦查，该公司董事长陈剑锋于同月8日被依法采取刑事强制措施。
同年7月7日，大兴分局发布最新情况通报，博康艾馨涉嫌非法吸收公众存款一案，6月30日，经北京市大兴区人民检察院批准，该局已对该公司董事长陈剑锋依法执行逮捕。